# Хвальки (Шишацкий район)
Хва́льки (укр. Хвальки) — село,
Яреськовский сельский совет,
Шишацкий район,
Полтавская область,
Украина.
Код КОАТУУ — 5325786006. Население по переписи 2001 года составляло 32 человека.

## Географическое положение
Село Хвальки находится на краю большого лесного массива (сосна),
в 1-м км от села Нижние Яреськи, в 2-х км — сёла Яреськи и Сосновка.
Рядом проходит железная дорога, станция Яреськи в 1,5 км.